# Windsor (Florida)
Windsor ist  ein census-designated place (CDP) im Indian River County im US-Bundesstaat Florida. Das U.S. Census Bureau hat bei der Volkszählung 2020 eine Einwohnerzahl von 330 ermittelt.

## Geographie
Windsor grenzt im Süden an die Stadt Orchid. Der CDP liegt rund 15 km nördlich von Vero Beach sowie etwa 140 km südöstlich von Orlando. Windsor liegt zwischen dem Atlantischen Ozean und dem Indian River, der einen Teil des Intracoastal Waterway bildet.
Der CDP wird von der Florida State Road A1A durchquert.

## Demographische Daten
Laut der Volkszählung 2010 verteilten sich die damaligen 256 Einwohner auf 200 Haushalte. Die Bevölkerungsdichte lag bei 32 Einw./km². 97,7 % der Bevölkerung bezeichneten sich als Weiße, 0,8 % als Indianer und 0,4 % als Asian Americans. 1,2 % gaben die Angehörigkeit zu mehreren Ethnien an. 2,3 % der Bevölkerung bestand aus Hispanics oder Latinos.
Im Jahr 2010 lebten in 12,5 % aller Haushalte Kinder unter 18 Jahren sowie 65,0 % aller Haushalte Personen mit mindestens 65 Jahren. 82,5 % der Haushalte waren Familienhaushalte (bestehend aus verheirateten Paaren mit oder ohne Nachkommen bzw. einem Elternteil mit Nachkomme). Die durchschnittliche Größe eines Haushalts lag bei 2,13 Personen und die durchschnittliche Familiengröße bei 2,32 Personen.
9,7 % der Bevölkerung waren jünger als 20 Jahre, 5,5 % waren 20 bis 39 Jahre alt, 21,5 % waren 40 bis 59 Jahre alt und 63,3 % waren mindestens 60 Jahre alt. Das mittlere Alter betrug 64 Jahre. 47,7 % der Bevölkerung waren männlich und 52,3 % weiblich.
Das durchschnittliche Jahreseinkommen lag bei 213.684 $, dabei lebte niemand unter der Armutsgrenze.
Im Jahr 2000 war englisch die Muttersprache von 100 % der Bevölkerung.